# Días de Santiago
Días de Santiago è un film del 2004 diretto da Josué Méndez.